# 颱風環高 (2020年)
颱風環高（英語：Typhoon Vamco，國際編號：2022，聯合颱風警報中心：WP252020，菲律賓大氣地球物理和天文管理局：Ulysses）是2020年太平洋颱風季第22個被命名的風暴。「環高」一名由越南所提供，是越南西南部一條河流，沿自柬埔寨。
由於梵高造成超過202億菲律賓比索的損失，菲律賓大氣地球物理和天文服務管理局把Ulysses從當地的颱風名稱中除名，以後將不再使用，當局在2021年選擇Upang替代Ulysses。基於同一原因，颱風委員會把梵高從命名表中除名，以後將不再使用。在次年第54次世界氣象組織颱風委員會會議中通過新名由「班朗」取代。

## 氣象歷史
11月8日，一個熱帶擾動在雅浦島南南西海域生成，美國海軍研究實驗室給予擾動編號93W。下午2時，日本氣象廳將其升格為熱帶低氣壓。下午8時，日本氣象廳對其發布烈風警報。同時，台灣中央氣象局將其升格為熱帶性低氣壓，給予編號TD25；聯合颱風警報中心將其評級提升為「高」，並對其發布熱帶氣旋形成警報。
11月9日下午2時，日本氣象廳將其升格為熱帶風暴，給予國際編號2022，並命名「環高」。同時，台灣中央氣象局將其升格為輕度颱風；聯合颱風警報中心將其升格為熱帶低氣壓，給予熱帶氣旋編號25W；香港天文台將其升格為熱帶低氣壓。
11月10日上午2時，香港天文台將其升格為熱帶風暴。下午5時，中國國家氣象中心將其升格為強熱帶風暴。同時，香港天文台亦將其升格為強烈熱帶風暴。晚上8時，日本氣象廳將其升格為強烈熱帶風暴。
11月11日上午5時，香港天文台將其升格為颱風。上午8時，日本氣象廳將其升格為颱風。同時，台灣中央氣象局將其升格為中度颱風。上午10時，聯合颱風警報中心將其升格為颱風。下午8時，香港天文台將其升格為強颱風。颱風環高晚間10時30分在菲律賓奎松省巴納龍干附近首次登陸，晚間11時20分奎松省布爾德奧斯附近第二次登陸，隔日凌晨1時40分於奎松省納卡爾將軍城附近第三次登陸。
11月12日上午8時，香港天文台將其降格為颱風。
11月13日晚間6時，日本氣象廳再度將其升格為颱風。晚上11時，香港天文台再度將其升格為強颱風。
11月14日晚上8時，香港天文台再度將其降格為颱風。
11月15日上午8時，香港天文台將其降格為強烈熱帶風暴。下午1時40分，中國國家氣象中心表示環高在越南廣平省沿海登陸。下午2時，聯合颱風警報中心對其發出最後警告。下午5時，香港天文台將其降格為熱帶風暴。晚上11時，香港天文台將其降格為熱帶低氣壓。
11月16日凌晨0時，日本氣象廳將其降格為熱帶低氣壓。上午2時，香港天文台將其降格為低壓區。晚上8時，日本氣象廳在天氣圖上移除該系統。

## 影響

### 菲律賓
當地發出之最高風暴信號：三號風暴信號

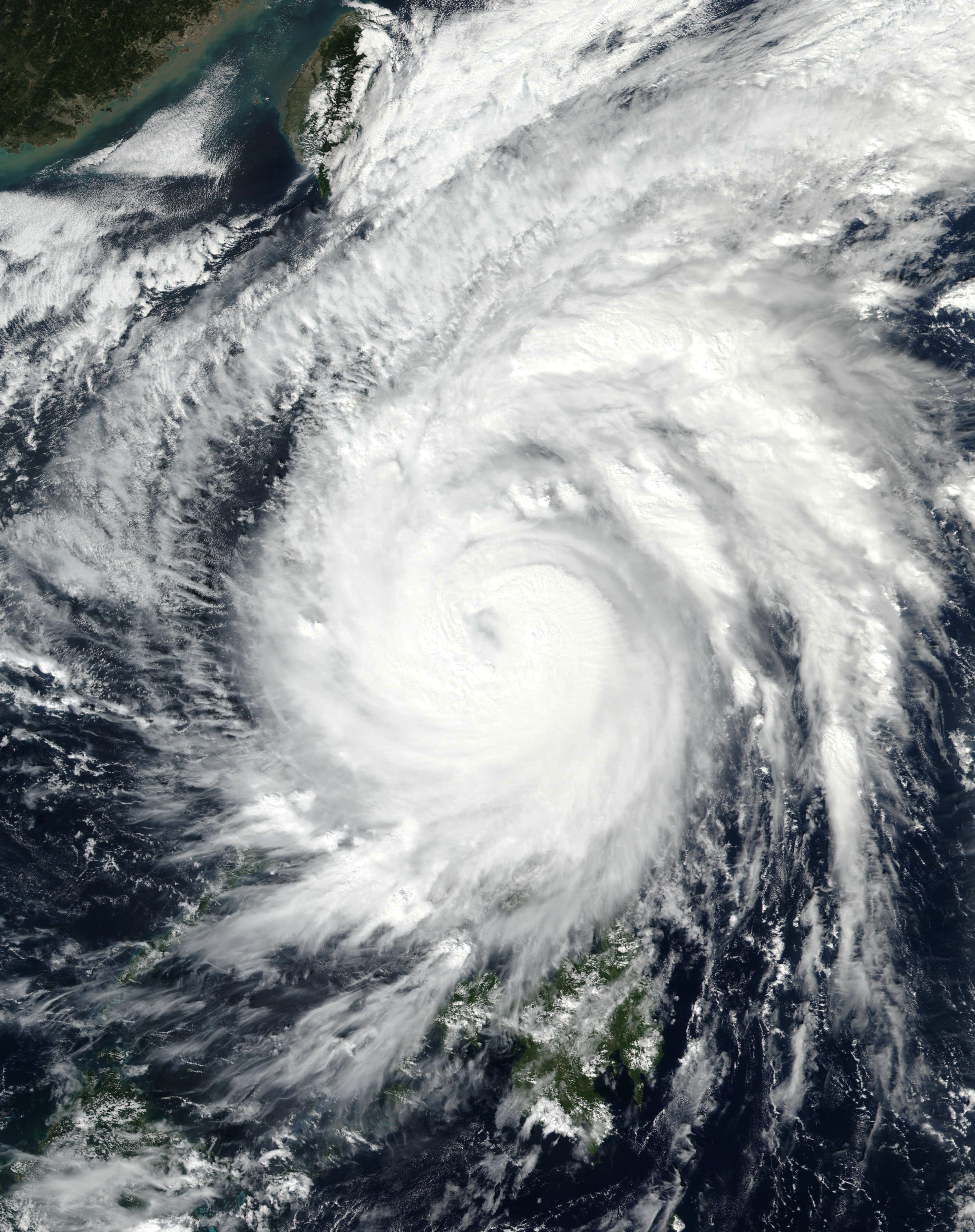
颱風環高於11月11日登陸菲律賓

菲律賓大氣地球物理和天文服務管理局於11月9日晚上11時對環高發出一號風暴信號。並於11月10日下午5時對其發出二號風暴信號。11月11日上午11時對其發出三號風暴信號。截至12月10日，颱風環高造成菲律賓101死85傷10失蹤。

### 中國大陸
國家氣象中心發布之最高颱風預警信號： 颱風藍色預警信號

#### 海南省
海南省氣象局發佈之最高颱風預警信號： 颱風黃色預警信號

#### 越南
梵高於11月15日午夜ICT左右開始影響越南中部地區。儘管風暴已經減弱，但理山島島上的一個氣象站仍報告每小時持續風速為100 km / h（62 mph），陣風高達115 km/h（71英里/小時）。強風使從河靜市到承天順化省的四個省毀壞了許多樹木，破壞了許多房屋。在承天順化省的順安市，強烈的海浪衝擊停靠的漁船和民用房屋，造成破壞。在峴港市，風暴潮摧毀了許多海堤，同時洗刷了岸上和街道上的岩石和碎屑。電力中斷影響了中部六個省的411,252人。在承天順化省有1人死亡，在經濟損失廣平省達到4500億越南盾（US$2115萬美元）。

## 名称退役
由於環高重創菲律賓，菲律賓大氣地球物理和天文服務管理局把Ulysses從當地的颱風名稱中除名，以後將不再使用，當局在2021年選擇Upang替代Ulysses。。
由於梵高造在菲律賓造成災難性破壞。為此颱風委員會決定將「環高」除名，在次年第54次世界氣象組織颱風委員會會議中通過新名由「班朗」取代。

## 熱帶氣旋警告使用紀錄

### 菲律賓
| 菲律賓大氣地球物理和天文服務管理局 風暴信號 | 菲律賓大氣地球物理和天文服務管理局 風暴信號 | 菲律賓大氣地球物理和天文服務管理局 風暴信號 |
| ------------------------------------------- | ------------------------------------------- | ------------------------------------------- |
| 上一熱帶氣旋                                | 一號風暴信號                                | 下一熱帶氣旋                                |
| 熱帶風暴艾濤                                | 一號風暴信號                                | 熱帶風暴科羅旺                              |
| 強烈熱帶風暴艾莎尼                          | 二號風暴信號                                | 熱帶風暴科羅旺                              |
| 超強颱風天鵝                                | 三號風暴信號                                | 熱帶風暴康森                                |

### 中國大陸
| 国家气象中心 颱風預警信號 | 国家气象中心 颱風預警信號 | 国家气象中心 颱風預警信號 |
| ------------------------- | ------------------------- | ------------------------- |
| 上一熱帶氣旋              | 颱風藍色預警信號          | 下一熱帶氣旋              |
| 強熱帶風暴艾濤            | 颱風藍色預警信號          | 熱帶風暴科羅旺            |

## 外部連結
| 太平洋颱風季             |
| 主題頁 - 專題 - 編輯指南 |

- （日語）日本氣象廳首頁 （页面存档备份，存于）
- （英文）聯合颱風警報中心首頁 （页面存档备份，存于）
- （简体中文）中國國家氣象中心首頁 （页面存档备份，存于）
- （繁體中文）臺灣中央氣象局首頁 （页面存档备份，存于）
- （繁體中文）香港天文台首頁 （页面存档备份，存于）
- （繁體中文）澳門地球物理暨氣象局首頁 （页面存档备份，存于）
- （英文）菲律賓大氣地球物理和天文管理局 惡劣天氣公告 （页面存档备份，存于）
- （泰文）泰國氣象局首頁 （页面存档备份，存于）